# Acetato de eslicarbazepina
O acetato de eslicarbazepina é um fármaco utilizado como antiepilético.
Este fármaco foi desenvolvido pela BIAL - Portela & Ca, SA, sendo o primeiro fármaco de raiz e patente portuguesa. O seu desenvolvimento teve um custo aproximado de 300 milhões de euros e demorou 14 anos para ser estudado até ser comercializado. Em Portugal começou a ser comercializado em Abril de 2010.

## Indicações
- Redução da frequência de crises epiléticas parciais.

## Mecanismo de ação
A sua ação deve-se ao bloqueio dos canais de sódio.

## Patentes
A primeira patente europeia, para proteger o Acetato de eslicarbazepina é a EP 0751129. A prioridade desta patente europeia é a patente portuguesa PT 101732.
Inventores: Jan Benes, Patricio Manuel Vieira Araújo da Silva